# Manifestations de 2011 en Nouvelle-Calédonie
Les manifestations de 2011 en Nouvelle-Calédonie sont des blocages et manifestations survenus le 22 juillet 2011 à l'aéroport de La Roche, sur l'Île de Maré en Nouvelle-Calédonie. Des usagers mécontents protestent contre l'augmentation du prix des billets d'avion imposée par la compagnie aérienne Aircal (Air Calédonie) en bloquant les 3 aéroports principaux de Lifou, Maré, et de l'Île des Pins. Le samedi 6 août 2011, et selon un bilan provisoire, 4 individus ont été tués par balle et 23 ont été grièvement blessés lors d'un violent affrontement suivi d'une fusillade. L'un des quatre jeunes a été inhumé le vendredi 11 août 2011 à Nouméa et les trois autres ont été inhumés sur leur île natale au lendemain. Il est également reporté que l'une des maisons d'un des usagers du collectif a été incendiée et plusieurs commerces ont été vandalisés.

## Description
Des habitants de l'Île de Maré manifestent depuis le 22 juillet 2011 à cause des hausses de tarifs imposées par la compagnie. Un autre groupe d'une centaine d'habitants du district de Guahma, dont le grand chef est Nidoish Naisseline, président d'Aircal, affrontent par la suite le collectif d'usagers en colère. Ce dernier, mené par d'autres chefs coutumiers de l'île, compterait dans ses rangs des proches du syndicat indépendantiste USTKE (Union syndicale des travailleurs kanaks et des exploités) et de son antenne politique, le Parti travailliste. Selon Marie-Luce Penchard, « l'origine du conflit est plus profonde. Un différend foncier ancien oppose plusieurs clans. C'est un problème coutumier et non seulement économique ou de desserte aérienne ». La ministre a annoncé que les chefs coutumiers kanaks avaient accepté une médiation des autorités religieuses avec un prêtre et un représentant de l'Église évangélique « pour renouer le fil du dialogue ».
Une journée après cet affrontement dramatique, des policiers ont été déployés à Maré. Un journaliste de la chaîne télévisée Nouvelle-Calédonie 1re, rendu sur place, explique que l'accès au village de La Roche dans lequel se trouve l'aérodrome est bloqué par trois barrages tenus par des membres du collectif des usagers d'Aircal dont certains sont armés de fusils et de sabres d'abatis. 

## Réactions nationales
À la suite de cet affrontement, plusieurs réactions ont été rapportées. Le Parti socialiste (PS) demande, le samedi 6 août 2011, au président de la république française, Nicolas Sarkozy, de « prendre des mesures fortes pour éviter l'explosion sociale » en Nouvelle-Calédonie. Dans un communiqué, Axel Urgin, secrétaire national PS chargé de l'outre-mer, évoque un « conflit social qui s'inscrit dans un contexte profondément dégradé sur le territoire lié à la cherté de la vie, qui connaît une croissance insupportable pour le plus grand nombre et creuse les inégalités sociales, le tout sur fond de chômage endémique en particulier pour les jeunes issus de la communauté kanak ».